# Mike Kennedy
Michael Volker Kogel, conocido artísticamente como Mike Kennedy (Berlín, 25 de abril de 1944) es un cantante alemán afincado en la ciudad de Vitoria en el País Vasco (España). Recordado especialmente como líder del grupo Los Bravos, desarrolló también una carrera musical en solitario desde los años setenta.

## Biografía
Nació en Berlín el 25 de abril de 1944. A los diez años de edad escapó junto a su familia de la República Democrática Alemana. Antes de iniciar su carrera musical, trabajó en el laboratorio de una cervecería.
Como muchos de sus compatriotas, desde principios de los años sesenta pasaba sus vacaciones en la isla española de Mallorca. Allí se estableció en 1965, tomó contacto con otros jóvenes e inició sus primeras incursiones en el mundo de la música pop con el grupo Los Runaways. Dicho grupo estaba compuesto, además, por el bajista Miguel Vicens y el baterista Pablo Sanllehí.
Ya en Madrid, funda Los Bravos junto a sus compañeros de Los Runaways y dos exintegrantes de Los Sonor,  Manolo Fernández y Tony Martínez, con Mike como voz solista.
Tras el éxito arrollador de la banda, tanto en España como a nivel internacional, en 1969 Kennedy decide abandonar la formación para emprender una carrera en solitario. Ese mismo año edita Enigmático Mike, heredero directo del estilo Bravos, y en el que destaca el tema "La lluvia", versión en castellano de un clásico italiano.
En 1970 actúa con notable éxito en el Teatro de la Zarzuela en Madrid, y publica la actuación en Recital en la Zarzuela. Un año más tarde sale a la luz Mike Is Mike, un LP mucho más melódico que todos los anteriores de su carrera. 
En 1971 realizó una breve incursión en el cine interpretando el papel de Hubert en la película Una lucertola con la pelle di donna.
En 1972 publica Made in USA, en el que destaca el tema "Johnny Rebel". A partir de ese momento comienza un lento declive que supone que Mike no vuelve a editar álbumes de larga duración, si bien durante los años setenta publica otros once nuevos singles.
En 1991 se recomponen Los Bravos, como Mike Kennedy y Los Bravos, y publican De nuevo en casa. El LP no tuvo una acogida especialmente favorable por parte del público y el intento no tuvo continuidad. A pesar de ello, Kennedy participó en todas las reuniones de Los Bravos que tuvieron lugar entre 1975 y 2015.
A finales de los noventa, se unió a otros artistas de su etapa de esplendor (como Karina, Jeanette, Micky y Tony Ronald) para crear la experiencia Mágicos 60, con la que realizó giras alrededor de toda España.

## Discografía
- Enigmático Mike (1969)
- Recital en la Zarzuela (1970)
- Mike Is Mike (1971)
- Made in USA (1972)
- Mike Kennedy 69-73 (recopilación)